# Анналы Ульстера
Анналы Ульстера (Ольстера) (ирл. Annála Uladh, англ. Annals of Ulster) — свод средневековых ирландских хроник (анналов), охватывающих период с 431 до 1540 года. Анналы написаны частично на ирландском языке с дополнениями на латыни. Анналы Ульстера — наиболее полная версия ирландских анналов и являются ценным документом как для историков, так и для лингвистов, изучающих развитие ирландского языка, поскольку в них информация была дословно скопирована из более ранних источников.
Записи до 1489 года были созданы в XVI веке писцом Руайри О'Луинин (ум. 1528). Позднее другими писцами — Руайри О’Касаиде (ум. 1541) и Матом О’Луинина (ум. 1588) — анналы были доведены до 1540 года. В настоящее время существует несколько манускриптов с текстом анналов, наиболее важным из них является манускрипт, хранящийся в Тринити Колледже в Дублине. Кроме того существует более современная копия, хранящаяся в Бодлианской библиотеке в Оксфорде, которая заполняет некоторые лакуны в оригинале.
В XVII веке Анналы Ульстера стали одним из важнейших источников для создания компилятивных Анналов Четырёх Мастеров.
В 1887 году анналы были отредактированы и переведены на английский язык Уильямом Хеннесси и Бартоломью Мак Карти, а в 1983 году была выпущена новая редакция анналов, выполненная Шоном Мак Артом и доктором Гяродем Мак Николлом.
В настоящее время на сайте Коркского университета размещена также цифровая версия Анналов Ульстера, созданная в рамках проекта CELT (Corpus of Electronic Texts).

## Публикации Анналов Ульстера
- Mac Airt, Seán and Gearóid Mac Niocaill (eds and trs.).The Annals of Ulster (to AD 1131). DIAS, Dublin, 1983. Available from CELT: edition in vol. 1 (AD 431—1131), pp. 38-578, which excludes the pre-Patrician sections (Irish World Chronicle), pp. 2-36.
- Mac Carthy, B. (ed. and tr.). Annala Uladh: Annals of Ulster otherwise Annala Senait, Annals of Senat: a chronicle of Irish affairs from A.D. 431 to A.D. 1540. 4 vols. Dublin, 1895. (Том 1 (431—1056 годы), том 2 (1057—1378 годы) и том 3 (1379—1588 годы)).
- Электронная публикация в рамках проекта CELT:
  - 431—1201 годы: (тома 1 и 2): оригинал
  - 431—1201 годы: (тома 1 и 2): перевод
  - 1201—1378 годы: (в томе 2): оригинал и перевод.
  - 1379—1588 годы: (том 3): оригинал и перевод.